# 環論
数学において、環論（かんろん、英: ring theory）は、環（加法と乗法が定義され、整数の持つ性質とよく似た性質を満足する代数的構造である）を研究する学問分野である。環論の研究対象となるのは、環の構造や環の表現（環上の加群）などについての一般論、および（群環、可除環、普遍展開環などの）具体的な特定の環のクラスあるいは理論と応用の両面で興味深い様々な環の性質（たとえばホモロジー的性質や多項式の等式）などである。
可換環は非可換の場合と比べてその性質はよく調べられている。可換環の自然な例を多く提供する代数幾何学や代数的数論は可換環論の発展の大きな原動力であった。この二つは可換環に密接に関係する分野であるから、一般の環論の一部というよりは、可換環論や可換体論の一部と考えるほうが普通である。 
非可換環は可換の場合と比べて奇妙な振る舞いをすることが多くあるので、その理論は可換環論とは極めて毛色の異なったものとなる。非可換論は、それ自身の独自の方法論を用いた発展をする一方で、可換環論の方法論に平行する形で（仮想的な）「非可換空間」上の函数環として幾何学的な方法である種の非可換環のクラスを構築するという方法論が新興している。このような傾向は1980年代の非可換幾何学の発展と量子群の発見に始まる。こうした新たなパラダイムは、非可換環（特に非可換ネーター環）のよりよい理解を導くこととなった (Goodearl 1989)。

## 歴史
可換環論は代数的数論、代数幾何、不変式論などを起源に持つ。これらの主題の発展に中心的な役割を果たしたのは代数体の整数環、代数函数体、多変数多項式環などである。非可換環論は複素数の概念を拡張した様々な超複素数系を獲得しようとする試みとして始まった。可換環論および非可換環論の起源は19世紀初頭にまで遡ることができるが、分野として成熟するのは1920年代を迎えるころである。
より詳細には、ウィリアム・ローワン・ハミルトンが四元数および複四元数 (biquaternion) を発見し、ジェームズ・クックルがテッサリン (tessarine) および双対四元数 (coquaternion) を提案し、ウィリアム・キングドン・クリフォードは「代数的運動子」(algebraic motors) と彼自身は呼んだ分解型複四元数を熱狂的に信奉した。これらの非可換環および非結合的リー環は、かつてはそれぞれ特定の数学的構造として別々の主題として扱われたけれども、普遍代数学のもとで一貫した研究が進められた。こうした再編の証の一つは、これらの代数的構造を記述するのに、直和分解を考えるのが有効なことである。
ウェダーバーン (1908) とアルティン (1928) によって、多くの超複素数系が行列環として記述できることが示されている。ウェダーバーンの構造定理は体上有限階の多元環に対するもので、アルティンはそれをより一般のアルティン環に対して一般化した。

## 基本的な定義と導入
厳密にいうと、環とはアーベル群 (R, +) に第二の二項演算 * で、任意の a, b, c ∈ R に対して
{\displaystyle a*(b*c)=(a*b)*c}
{\displaystyle a*(b+c)=(a*b)+(a*c)}
{\displaystyle (a+b)*c=(a*c)+(b*c)}
を満たすようなものをあわせて考えたものである。環 R にさらに乗法単位元 (multiplicative identity, unity) すなわち、R の全ての元に対して
{\displaystyle a*e=e*a=a}
を満たす元 e が R に存在するならば、R は単位元を持つ環（単位的環）であるという。整数の環における整数 1 はこのような乗法単位元の例になっている。
乗法単位元 e が加法単位元（零元）に等しい環は、必ずただ一つの元からなる環で、自明な環と呼ばれる。
ある環は、それが別の環の中に実現されるとき、部分環と呼ばれる。また、環の間の写像であって、環の演算を保つものは、環準同型と呼ばれる。全ての（単位的）環と環準同型を合わせて考えたものは、（単位的）環の圏とよばれる圏を成す。環論において重要な概念であるイデアルは、環準同型の核として得られる特定の種類の部分集合であり、剰余環を定義するのに用いられる。イデアル、準同型および剰余環についての基本的な事実は、準同型定理および中国の剰余定理として述べることができる。
「環が可換」であるというのは、その乗法が可換であるという意味である。可換環は数体系と非常によく似た構造であり、実際多くの定義が整数に対して知られている性質を可換環が持つようにするために考えられたものである。可換環は代数幾何学においても重要な役割を果たす。可換環論においては、「数」の代わりとしてイデアルを考えることがしばしば有効で、例えば素イデアルの定義は素数の本質を捉えようとして考えられたものである。整域は非自明な可換環で、零元と異なるどの二つの元を掛けても零元にならないという性質を満たすものだが、これは整数の性質のひとつを一般化したもので、可除性の研究に対する固有の領域を与えるものになっている。さらに、主イデアル整域は任意のイデアルをただ一つの元で生成することができるような整域で、やはり整数とある種の性質を共有するものになっている。ユークリッド整域と呼ばれる整域ではユークリッドの互除法を展開することができる。他の重要な可換環の例としては多項式全体の成す環およびその剰余環がある。簡単にまとめると、
ユークリッド整域 ⊂ 主イデアル整域 ⊂ 一意分解整域 ⊂ 整域 ⊂ 可換環
のような関係になっている。
非可換環は多くの点で行列の成す環が雛形となっている。また、代数幾何学をモデルとして、非可換環上に基礎をおく非可換幾何学を構築しようとする動きもある。非可換環および結合多元環（大雑把に言うと、環でもありベクトル空間でもあるようなもの）は、しばしばその上の加群の圏を通した研究が行われる。環上の加群とは、環が群自己準同型として作用するアーベル群であり、体（零元以外の元が全て逆元を持つような整域）がベクトル空間に作用するのと非常によく似た代数的構造になっている。非可換環の例は正方行列の成す環やもっと一般にアーベル群や加群の上の自己準同型全体の成す環、あるいは群環・モノイド環などによって与えられる。

## 一般化
任意の環は単一対象前加法圏 (preadditive category) とみなすことができる。従って、任意の前加法圏を自然に環の概念の一般化と考えることができるが、実際に環に対して通常考えられる多くの定義や定理を、もっと一般の前加法圏に対する文脈でも適当に翻訳して扱うことができる。たとえば、前加法圏の間の加法的函手は環準同型を一般化するものであり、前加法圏のイデアルは射の集合であって、射の和と任意の射による合成とに関して閉じているようなものとして定義することができる。

## 日本語教科書
- 東屋五郎：「單純環の代數的理論」、河出書房（1951年）.
- 中山正、東屋五郎：「代數學 II：環論」、岩波書店 (1954年4月15日).
- 中井喜和：「可換環と微分」、共立出版（1973年7月20日）。
- 永田雅宜：「可換環論」、紀伊國屋書店（紀伊國屋数学叢書 1）（1974年7月15日）。
- マッコイ、九野昇司(訳)：「環論：増補改訂版」、内田老鶴圃（1987年4月10日）。※ 増補改訂前の初版は1975年3月1日。
- 酒井文雄：「環と体の理論」、共立出版（共立講座21世紀の数学 8）、ISBN 4-320-01560-6 (1997年2月25日)。
- 岩永恭雄、佐藤眞久：「環と加群のホモロジー代数的理論」、日本評論社、ISBN 4-535-78367-5 (2002年10月15日)。
- 堀田良之：「可換体と体」、岩波書店、ISBN 4-00-005198-9 (2006年6月9日)。
- 谷崎俊之：「非可換体」、岩波書店、ISBN 4-00-005875-4 (2006年7月7日)。
- 後藤四郎、渡辺敬一：「可換環論」、日本評論社、ISBN 978-4-535-78309-6 (2011年9月30日)。
- 新妻弘：「可換環論の様相：クルルの定理と正則局所環」、近代科学社、ISBN 978-4-7649-0554-2 (2017年12月31日)。